# Jesse D. Goins
Jesse D. Goins (* 1952) ist ein US-amerikanischer Schauspieler.

## Leben
Goins begann in den 1970er Jahren als hauptberuflicher Schauspieler zu arbeiten. Seinen Durchbruch erlebte der Afroamerikaner in den 1980er Jahren mit der Rolle des Cyler Johnson in der Fernsehserie The Greatest American Hero. Daneben trat er vor allem in Gastrollen in Fernsehserien wie Das A-Team, Mord ist ihr Hobby, Trapper John, M.D., ALF, The Ben Stiller Show, Matlock, Seinfeld, Emergency Room, Hill Street Blus und Cold Case – Kein Opfer ist je vergessen auf.
Im Kino tat Goins sich vor allem durch die Rolle des Soldaten Brown in der Komödie Das turbogeile Gummiboot sowie durch die Rolle des brutalen, immerzu sardonisch kichernden Bankräubers Joe Cox in dem Sciencefiction-Film RoboCop hervor.

## Filmografie (Auswahl)
- 1982: Jekyll und Hyde – Die schärfste Verwandlung aller Zeiten (Jekyll and Hyde... Together Again)
- 1983: WarGames – Kriegsspiele
- 1984: Das turbogeile Gummiboot (Up the Creek)
- 1987: RoboCop
- 1988: Presidio
- 1992: Die Stunde der Patrioten (Patriot Games)
- 1996: Frage nicht nach morgen (Suddenly)
- 1997: In the Company of Men
- 1998: Star Force Soldier (Soldier)
- 2001: Echoes of Enlightenment
- 2009: Die nackte Wahrheit (The Ugly Truth)